# خوان سانشيز مورينو
خوان سانشيز مورينو (بالإسبانية: Juan Sánchez Moreno) مواليد 15 مايو 1972 في إسبانيا، هو لاعب كرة قدم إسباني دولي سابق كان يلعب كمهاجم. لعب خلال مسيرته 381 مباراة سجل خلالها 94 هدفاً.

## مرحلة الشباب

### أندية لعب لها
- نادي فالنسيا

## المسيرة الاحترافية

### أندية لعب لها
- نادي فالنسيا
- سلتا فيغو

## روابط خارجية
- خوان سانشيز مورينو على موقع قاعدة بيانات كرة القدم.إي يو (الإنجليزية)
- خوان سانشيز مورينو على موقع ناشيونال فوتبول تيمز (الإنجليزية)
- خوان سانشيز مورينو على موقع عالم كرة القدم.نت (الإنجليزية)